# Либерта — рађање града (ТВ серија)
Liberta - рађање града  је надолазећа српска серија која ће се током 2025. године премијерно емитовати на Суперстар ТВ.

## Радња
Година је 1748. Седам година рата довело је Хабзбуршку монархију на ивицу финансијске пропасти и административног хаоса.
На крајњем југу царства налази се место Шанац (данашњи Нови Сад), чији становници трпе самовољу локалних моћника провизора Сенчија и команданта пограничне милиције пуковника Секуле Витковића.
Ово је прича о томе како становници Шанца превазилазе верске и етничке разлике и оснивају Либерту - тајно удружење за борбу за слободу и независну грађанску управу.
Њихова борба је у почетку правна - све се мења када на сцену долазе представници највеће хабзбуршке трговачке компаније, Kaiserliche Orientalische Kompagnie, са радикалним планом: да се град претвори у трговачко средиште за трговину са целим Отоманским царством.
То подразумева присилно пресељење целокупног становништва Шанца.
Будући да су они побожан и скроман свет ситних занатлија и бивших граничара, Шанчани немају никакве изгледе да се томе одупру.
Зато чланови Либерте склапају савез са одетницима и кријумчарима из тог краја који треба да им помогну да пробију кроз лавиринте корумпиране државе како би стигли до хабзбуршког монарха − саме царице Марије Терезије.

## Улоге
| Глумац             | Улога               |
| ------------------ | ------------------- |
| Златан Видовић     | Максим Таборовић    |
| Стефан Вукић       | Игнац Хајл          |
| Игор Филиповић     | владика Висарион    |
| Давор Јањић        | Секула Витковић     |
| Александар Ђурица  | провизор Редл       |
| Ненад Ћирић        | генерал Енгелсхофен |
| Данијел Сич        |                     |
| Ана Мандић         |                     |
| Тамара Крцуновић   | бароница Сизендорф  |
| Бранислав Зеремски |                     |
| Арпад Месарош      |                     |
| Јована Балашевић   |                     |
| Марта Береш        | Марија Терезија     |
| Душан Јакишић      |                     |
| Вахид Џанковић     |                     |
| Саша Торлаковић    |                     |
| Ненад Пећинар      |                     |
| Ервин Хаџимуртезић |                     |
| Валентин Венцел    |                     |
| Давид Јанакиев     |                     |